# Bangladéšská vlajka

Bangladéšská vlajka
Poměr stran: 3:5

Bangladéšská námořní vlajka
Poměr stran: 1:2

Bangladéšská námořní válečná vlajka
Poměr stran: 1:2

Vlajka Bangladéše je tvořena zeleným listem o poměru stran 3:5 s červeným kruhovým polem, které je na zeleném pozadí posunuto mírně k žerdi – poměr vzdáleností středu pole od žerdi a konce vlající části je 9:11.
Zelená barva symbolizuje úrodnost země, červené pole symbolizuje Slunce, vycházející nad Bengálským zálivem. Pokud vlajka vlaje, jeví se být kruhové pole ve středu vlajky.
Vlajka byla oficiálně přijata 17. ledna 1972. Její podoba je založena na vlajce, užívané během války o nezávislost v roce 1971. Tato měla v červeném poli vyobrazenu bangladéšskou mapu. Později byla mapa odstraněna, pravděpodobně z důvodu zjednodušení vlajky.

Rozměry bangladéšské vlajky
Vlajka bangladéšského prezidenta Poměr stran: 3:5

## Historie
Podobu vlajky navrhl malíř Quamrul Hasan. Poprvé byla vlajka představena 3. března 1971 na Dhácké univerzitě. Při vyhlášení nezávislosti 23. března 1971 ji šejk Mudžíbur Rahmán vyvěsil na své rezidenci. Vlajka byla navržena záměrně bez půlměsíce a hvězdy, neboť tyto symboly jsou znakem západopákistánského islamismu. Vlajka byla užívána během války o nezávislost a 17. ledna 1972 byla nahrazena jednodušší verzí. Jedním z důvodů byla obtížnost správného nakreslení mapy Bangladéše na obě strany vlajky.

Bangladéšská vlajka (1971–1972) Poměr stran: 3:5
Rubová strana bangladéšské vlajky (1971–1972)

## Další vlajky

Vlajka bangladéšské armády Poměr stran: 3:5
Vlajka bangladéšského letectva Poměr stran: 1:2
Vlajka bangladéšských námořních sil Poměr stran: 1:2
Vlajka bangladéšské pobřežní hlídky Poměr stran: 1:2